# Milorad Mažić
Milorad Mažić (szerb: Милорад Мажић) (Verbász, 1973. március 23. –) szerb nemzetközi labdarúgó-játékvezető.

## Pályafutása
Játékvezetésből 1996-ban Újvidéken vizsgázott. Vizsgáját követően a Dél-bácskai körzet labdarúgó-szövetség által üzemeltetett bajnokságokban kezdte sportszolgálatát. FSSCG Játékvezető Bizottságának (JB) minősítésével a 2. Liga, majd 2005-től a Prva savezna liga bírója. Szerbia és Montenegró szétválását követően 2006-tól a Szerb Labdarúgó-szövetség (ФСС) JB minősítésére a Szuper Liga játékvezetője. Küldési gyakorlat szerint rendszeres 4. bírói szolgálatot is végez. Szuper Liga mérkőzéseinek száma: 92 (2009–2015). Vezetett kupadöntők száma: 2.
Ars poeticája: Nem lehet mindenkinek a kedvére tenni.
Az FSSCG JB küldésre több alkalommal irányította a Szerb labdarúgókupa döntőt.
| Időpont         | Helyszín                  | Mérkőzés típusa | Mérkőzés                         | Eredmény | Nézők száma |
| --------------- | ------------------------- | --------------- | -------------------------------- | -------- | ----------- |
| 2012. május 16. | Mladost Stadion, Kruševac | döntő           | Red Star Belgrade–FK Borac Čačak | 2 – 0    | 11 000      |
| 2013. május 8.  | Gradski Stadion, Gradski  | döntő           | FK Jagodina–FK Vojvodina         | 1 – 0    | 16 000      |

A Szerb labdarúgó-szövetség JB terjesztette fel nemzetközi játékvezetőnek, a Nemzetközi Labdarúgó-szövetség (FIFA) 2009-től tartja nyilván bírói keretében. A FIFA JB központi nyelvei közül a angolt beszéli. 2011-től az UEFA JB besorolása szerint elit kategóriás bíró. Több nemzetek közötti válogatott (Labdarúgó-világbajnokság, Labdarúgó-Európa-bajnokság), valamint  Európa-liga és UEFA-bajnokok ligája klubmérkőzést vezetett, vagy működő társának 4. bíróként segített. 2009–2012 között több mérkőzést vezetett a Liga I, 2014-ben a katari Qatar Stars League, valamint 2015-ben az Egyptian Premier League bajnokságaiban. A szerb nemzetközi játékvezetők rangsorában, a világbajnokság-Európa-bajnokság sorrendjében az első helyet foglalja el 19 találkozó szolgálatával. Európában a legtöbb válogatott mérkőzést vezetők rangsorában többed magával,  29 (2009. augusztus 12.– 2016. június 26.) találkozóval tartják nyilván.
A 2013-as U20-as labdarúgó-világbajnokságon a FIFA JB bíróként alkalmazta.
| Időpont          | Helyszín                       | Mérkőzés típusa              | Mérkőzés            | Eredmény | Nézők száma |
| ---------------- | ------------------------------ | ---------------------------- | ------------------- | -------- | ----------- |
| 2013. június 22. | Marcel Saupin Stadion, Trabzon | csoportmérkőzés (C. csoport) | Kolumbia–Ausztrália | 1 – 1    | 4662        |
| 2013. július 2.  | Türk Telekom Arena, Isztambul  | egyik nyolcaddöntő           | Nigéria–Uruguay     | 1 – 2    | 7211        |

A 2010-es labdarúgó-világbajnokságon, valamint a 2014-es labdarúgó-világbajnokságon a FIFA JB bíróként alkalmazta. 2012-ben a FIFA JB bejelentette, hogy a világbajnokság lehetséges játékvezetők 52-es keretébe helyezte. A szűkített keretnek tagjaként feladatot kapott a világbajnokságon. Selejtező mérkőzéseket az UEFA zónában vezetett. Világbajnokságon vezetett mérkőzéseinek száma: 2.
| Időpont             | Helyszín                           | Mérkőzés típusa                     | Mérkőzés                               | Eredmény | Nézők száma |
| ------------------- | ---------------------------------- | ----------------------------------- | -------------------------------------- | -------- | ----------- |
| 2009. október 10.   | Olimpiai Stadion, Helsinki         | (2010 vb) előselejtező (4. csoport) | Finnország–Wales                       | 2 – 1    | 14 000      |
| 2012. szeptember 7. | A. Le Coq Stadion, Tallinn         | (2014 vb) előselejtező (D. csoport) | Észtország–Románia                     | 0 – 2    | 7 936       |
| 2013. március 26.   | Şükrü Saracoğlu Stadion, Isztambul | (2014 vb) előselejtező (D. csoport) | Törökország–Magyarország               | 1 – 1    | 37 904      |
| 2013. szeptember 6. | Allianz Arena, München             | (2014 vb) előselejtező (C. csoport) | Németország–Ausztria                   | 3 – 0    | 68 000      |
| 2013. október 15.   | Bakcell Arena Stadion, Baku        | (2014 vb) előselejtező (F. csoport) | Azerbajdzsán–Oroszország               | 1 – 1    | 11 000      |
| 2013. november 19.  | Nemzeti Stadion, Bukarest          | (2014 vb) rájátszás (2. mérkőzés)   | Román labdarúgó-válogatott–Görögország | 1 – 1    | 49 793      |
| 2014. június 16.    | Fonte Nova Stadion, Salvador       | csoportmérkőzés (G. csoport)        | Német labdarúgó-válogatott–Portugália  | 4 – 0    | 51 081      |
| 2014. június 21.    | Mineirão Stadion, Belo Horizonte   | csoportmérkőzés (F. csoport)        | Argentína–Irán                         | 1 – 0    | 57 698      |

A 2009-es U17-es labdarúgó-Európa-bajnokságon az UEFA JB bíróként alkalmazta.
| Időpont         | Helyszín                      | Mérkőzés típusa              | Mérkőzés                                      | Eredmény | Nézők száma |
| --------------- | ----------------------------- | ---------------------------- | --------------------------------------------- | -------- | ----------- |
| 2009. május 6.  | Városi Stadion, Erfurt        | csoportmérkőzés (B. csoport) | Németország–Törökország                       | 3 – 1    | 5 107       |
| 2009. május 12. | Kijelölt Stadion, Sandersdorf | csoportmérkőzés (A. csoport) | Svájc–Spanyolország                           | 0 – 0    |             |
| 2009. május 15. | Városi Stadion, Dessau-Roßla  | egyik elődöntő               | Német U17-es labdarúgó-válogatott–Olaszország | 2 – 0    |             |

A 2011-es U21-es labdarúgó-Európa-bajnokságon az UEFA JB játékvezetőként foglalkoztatta.
| Időpont          | Helyszín                | Mérkőzés típusa              | Mérkőzés                                          | Eredmény | Nézők száma |
| ---------------- | ----------------------- | ---------------------------- | ------------------------------------------------- | -------- | ----------- |
| 2011. június 12. | Városi Stadion, Viborg  | csoportmérkőzés (B. csoport) | Csehország–Ukrajna                                | 2 – 1    | 4 251       |
| 2011. június 18. | Városi Stadion, Aalborg | csoportmérkőzés (A. csoport) | Izland–Dánia                                      | 3 – 1    | 9 308       |
| 2011. június 25. | Városi Stadion, Aalborg | bronzmérkőzés                | Cseh U21-es labdarúgó-válogatott–Fehéroroszország | 0 – 1    | 870         |

A 2012-es labdarúgó-Európa-bajnokságon, valamint a 2016-os labdarúgó-Európa-bajnokságon az UEFA JB játékvezetőként foglalkoztatta.
| Időpont             | Helyszín                       | Mérkőzés típusa                     | Mérkőzés                                                 | Eredmény | Nézők száma |
| ------------------- | ------------------------------ | ----------------------------------- | -------------------------------------------------------- | -------- | ----------- |
| 2011. március 26.   | Bloomfield Stadion, Tel-Aviv   | (2012 eb) előselejtező (7. csoport) | Izrael–Lettország                                        | 2 – 1    | 10 801      |
| 2011. október 7.    | Roi Baudouin Stadion, Brüsszel | (2012 eb) előselejtező (4. csoport) | Belgium–Kazahsztán                                       | 4 – 1    | 29 758      |
| 2014. szeptember 9. | Ullevaal Stadion, Oslo         | (2016 eb) előselejtező (H. csoport) | Norvégia–Olaszország                                     | 0 – 2    | 26 265      |
| 2014. november 14.  | Celtic Park, Glasgow           | (2016 eb) előselejtező (D. csoport) | Skócia–Izland                                            | 1 – 0    | 59 239      |
| 2015. március 28.   | Sammy Ofer Stadion, Haifa      | (2016 eb) előselejtező (B. csoport) | Izraeli labdarúgó-válogatott–Walesi labdarúgó-válogatott | 0 – 3    | 30 200      |
| 2015. június 14.    | Otkrityije Aréna, Moszkva      | (2016 eb) előselejtező (G. csoport) | Orosz labdarúgó-válogatott–Osztrák labdarúgó-válogatott  | 0 – 1    | 33 750      |
| 2015. szeptember 3. | Amsterdam ArenA, Amszterdam    | (2016 eb) előselejtező (A. csoport) | Hollandia–Izlandi labdarúgó-válogatott                   | 0 – 1    | 50 275      |
| 2015. október 12.   | Olimpiai Stadion, Kijev        | (2016 eb) előselejtező (C. csoport) | Ukrajna–Spanyolország                                    | 0 – 1    | 61 248      |
| 2016. június 13.    | Stade de France, Saint-Denis   | csoportmérkőzés (E. csoport)        | Írország–Svédország                                      | 1 – 1    | 73 419      |
| 2016. június 17.    | Allianz Riviera, Nizza         | csoportmérkőzés (D. csoport)        | Spanyolország–Török labdarúgó-válogatott                 | 3 – 0    | 33 409      |
| 2016. június 26.    | Stadium de Toulouse, Toulouse  | egyik nyolcaddöntő)                 | Magyar labdarúgó-válogatott–Belga labdarúgó-válogatott   | 0 – 4    | 38 921      |